# Sergio Camello
Sergio Camello Pérez (Madrid, 10 februari 2001), is een Spaans voetballer die als aanvaller speelt. 

## Clubarrière
Camello maakte zijn debuut voor het eerste van Atlético op 18 mei 2019 in de thuiswedstrijd tegen Levante (2-2). Hij luisterde zijn debuut op met een doelpunt. Camello is de eerste speler uit de eenentwintigste eeuw die weet te scoren voor de club uit de Spaanse hoofdstad.
Tijdens het seizoen 2021-2022 werd hij uitgeleend aan CD Mirandés, een ploeg uit de tweede niveau.
Tijdens het seizoen 2021-2022 werd hij uitgeleend aan stadsgenoot Rayo Vallecano, een ploeg die ook op het hoogste niveau speelt. Die ploeg nam hem in 2023 definitief over.

## Interlandcarrière
Camello vertegenwoordigde zijn land in diverse jeugdelftallen. In 2024 nam Camello met Spanje deel aan de Olympische Spelen in Parijs. In de verlenging van de finale tegen Frankrijk scoorde hij tweemaal en had daardoor een groot aandeel in het winnen van het goud.

## Erelijst
Olympisch elftal
- Gouden medaille: Olympische Spelen 2024

1 Cárdenas ·
2 Rațiu ·
3 Chavarría ·
4 Díaz ·
5 Aridane ·
6 Ciss ·
7 Isi ·
8 Trejo  ·
9 De Tomás ·
10 James ·
11 Nteka ·
12 Guardiola ·
13 Batalla ·
14 Camello ·
15 Gumbau ·
16 Mumin ·
17 U. López ·
18 Á. García ·
19 de Frutos ·
20 Balliu ·
21 Embarba ·
22 Espino ·
23 Valentín ·
24 Lejeune ·
25 Montiel ·
27 Pelayo ·
29 Méndez ·
Coach: Pérez
· Assistent-coach: Adrián